# Energiniveau
I forbindelse med atomer er energiniveau betegnelse for den "bane" (orbital)- gennemsnitlige afstand fra atomkernen, en given elektron befinder sig i.

Heisenbergs ubestemthedsrelationer fortæller os, at vi ikke kan bestemme en partikels præcise position, hvis den bevæger sig. En elektron befinder sig i et bestemt energiniveau et omtrentligt sted indenfor "en sky dannet af en enkelt elektron".
Elektronens afstand fra atomkernen er bestemt af dens elektriske ladning. Elektronens ladning (altid negativ) måles i eV (elektronvolt).
| Naturvidenskab | Spire Denne naturvidenskabsartikel er en spire som bør udbygges. Du er velkommen til at hjælpe Wikipedia ved at udvide den. |